# Das böse Vergnügen
Das böse Vergnügen (Le malin plaisir) ist ein französischer Spielfilm aus dem Jahr 1975 mit Jacques Weber, Claude Jade und Anny Duperey.

## Handlung
Der berühmte Schriftsteller Philippe Malaiseau stirbt bei einem Autounfall. Der junge Autor Marc Lancelot (Jacques Weber) soll dessen letztes Werk über Karl, den Kühnen abschließen. Die Assistentin des Autors, Julie Schmidt (Claude Jade), verführt ihn sofort. Neben Julie leben auch Malaiseaus Witwe Marianne (Anny Duperey), seine Cousine Christine (Cécile Vassort), die italienische Ex-Freundin Melisa (Nicoletta Machiavelli) und die Mutter des Toten (Mary Marquet) in der Villa „Fontbonne“. Außerdem lebt mit ihnen der kleine Sohn des Toten, Jean-Philippe (Eric Najsztat). Langsam keimt in Marc der Verdacht, dass die fünf Frauen seinen Vorgänger ermordet haben. Er erfährt, dass Malaiseau in eine Verlagsmitarbeiterin verliebt war und sich scheiden lassen wollte. Er wagt es, die Frauen einzeln und gemeinsam zu verhören und zu erpressen. Doch sein maliziöses Vergnügen stößt bei den verschworenen Frauen nicht auf Gegenliebe.

## Hintergründe
Bernard Toublanc-Michel verfilmte den Krimi der Autorin Françoise Linarès, "Les plaisirs de mon âge", im Château d'Arpaillargues, das inzwischen ein Hotel war. Die Schauspielerinnen bewohnten die Zimmer ihrer jeweiligen Rollen. "Le malin plaisir" war für die Hauptdarstellerinnen Claude Jade und Anny Duperey nach Der Rächer aus dem Sarg (1968) die zweite gemeinsame Zusammenarbeit. Für Claude Jade, die vier Jahre zuvor noch Nacktrollen abgelehnt hatte ("Da müsste ich meine Mentalität ändern"), hatte hier ihre ersten nackten Auftritte. Sie und Bernard Toublanc-Michel drehten fünf Jahre später den Krimi "La grotte aux loups".

## Kritiken
vpro cinema: "Die Besetzung und die Schauplätze sind attraktiv, aber der Film ist etwas gemächlich und oberflächlich in Bezug auf das Thriller-Element und den psychologischen Identifikationsprozess. Hat den Charme eines Urlaubsberichts."
"In einer Urlaubsatmosphäre verfolgen die Autoren lässig eine Intrige, in der nonchalante Anspielungen theatralische Wendungen ersetzen. Ohne langweilig zu sein, stößt der Film nicht auf enormes Interesse. Die Fotografie ist angenehm, nutzt die natürliche Umgebung und die Besetzung vereint talentierte Schauspielerinnen." (Jean-Claude Bérubé, Mediafilm)